# Glypta phantasmaria
Glypta phantasmaria är en stekelart som beskrevs av Dasch 1988. Glypta phantasmaria ingår i släktet Glypta och familjen brokparasitsteklar. Inga underarter finns listade i Catalogue of Life.